# The Unusuals - I soliti sospetti
The Unusuals - I soliti sospetti (The Unusuals) è una serie televisiva statunitense del 2009 creata da Noah Hawley, cancellata dopo solo dieci episodi dalla ABC.
La serie è stata trasmessa in Italia da Sky Uno a partire dal 21 gennaio 2011.

## Personaggi e interpreti
- Detective Casey Shraeger, interpretata da Amber Tamblyn.
- Detective Jason Walsh, interpretato da Jeremy Renner.
- Detective Eric Delahoy, interpretato da Adam Goldberg.
- Detective Leo Banks, interpretato da Harold Perrineau.
- Detective Eddie Alvarez, interpretato da Kai Lennox.
- Detective Henry Cole, interpretato da Joshua Close.
- Detective Allison Beaumont, interpretata da Monique Gabriela Curnen.
- Sergeant Harvey Brown, interpretato da Terry Kinney.

## Episodi
| Stagione       | Episodi | Prima TV originale | Prima TV Italia |
| -------------- | ------- | ------------------ | --------------- |
| Prima stagione | 10      | 2009               | 2011            |